# Murshidabad
Murshidabad – miasto w Indiach, w stanie Bengal Zachodni. W 2011 roku liczyło 44 019 mieszkańców.